# エルンスト・ハインリヒ・フォン・ザクセン
エルンスト・ハインリヒ・フォン・ザクセン（Ernst Heinrich Prinz von Sachsen, 1896年12月9日 - 1971年6月14日）は、ドイツのザクセン王国の王族。

## 生涯

### 幼少期

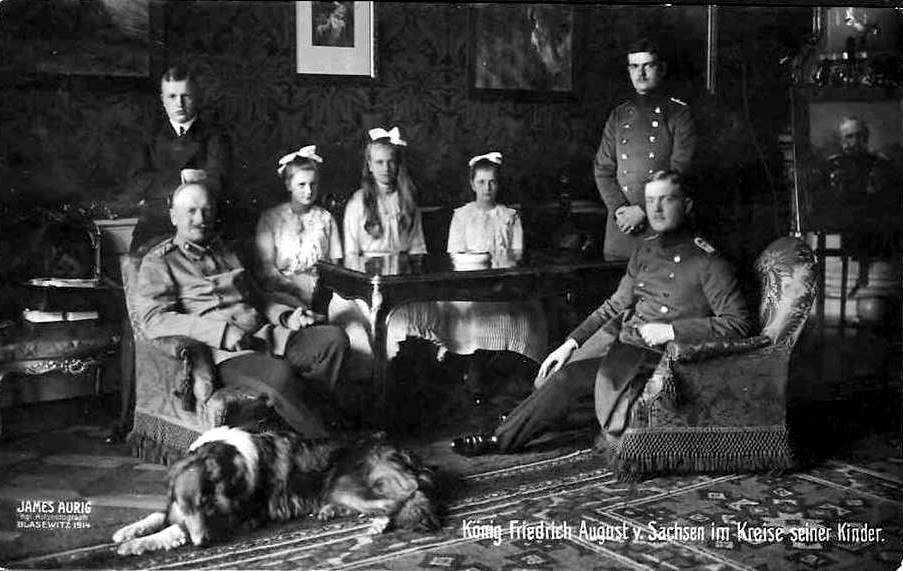
ザクセン王フリードリヒ・アウグスト3世とその家族（エルンスト・ハインリヒは後列左）、1914年

最後のザクセン王フリードリヒ・アウグスト3世となるザクセン王太子フリードリヒ・アウグストとその妻のオーストリア＝トスカーナ大公女ルイーゼの三男、末息子として生まれた。全名はエルンスト・ハインリヒ・フェルディナント・フランツ・ヨーゼフ・オットー・マリア・メルヒアデス（Ernst Heinrich Ferdinand Franz Joseph Otto Maria Melchiades）。ドレスデン、ピルニッツ（Pillnitz）、モーリッツブルク（Moritzburg）にあるザクセン王室の諸宮殿で、何不自由ない幸福な幼年期を過ごした。ザクセン王家の厳格な家風になじめない母ルイーゼが1902年に夫と子供たちを捨てて王宮を出奔した事件は、一般に言われているほど子供たちに大きな衝撃を与えることはなかった。

### 第一次世界大戦
1914年9月、第1次世界大戦に際してドイツ帝国軍第19軍団司令部の幕僚部付き将校（Ordonnanzoffizier）に任命された。1916年には4か月の休暇中にアビトゥーア資格を取得し、7月1日のソンムの戦いには第24予備役師団（24. Reserve-Division (2. Königlich Sächsische)）の参謀として参加した。1917年の春、ガリツィア東部のベレジャヌィ（Berezhany）駐屯の第107予備役歩兵連隊の第9中隊長に昇進、1917年末にイープルに駐屯する第115砲兵連隊の第9中隊長となった。1918年5月にドニエプル川沿岸のビハウに駐屯するザクセン近衛騎兵連隊（Garde-Reiter-Regiment (1. Schweres Regiment)）の第1中隊長となり、ドルパト（タルトゥ）、レヴァル（タリン）、フィンランド地方に駐屯するザクセン王国軍を慰問して回った。1918年11月の敗戦とドイツ革命の後、ザクセン軍とともにドイツに帰国した。

### 戦間期
1919年から1920年にかけ、エルンスト・ハインリヒはシュレージエン地方にあるザクセン王家の所領を経営した。1920年3月、彼はベルリンで起きたカップ一揆に際して、ベルリンの反乱者たちとブレスラウ（現在のポーランド領ドルヌィ・シロンスク県ヴロツワフ）のヴァイマル共和国軍を連携させようと動き、計画が失敗するとミュンヘンに逃れた。同市に滞在中、元バイエルン王太子ループレヒトの親しい友人となった。1921年4月12日にニンフェンブルク宮殿において、ルクセンブルク大公女ソフィーと結婚した。ソフィーはルクセンブルク女大公シャルロット、およびループレヒト王太子の妻アントニアの末の妹だった。ソフィーとの結婚生活は幸福で、夫妻の間には3人の息子が生まれた。
エルンスト・ハインリヒは1923年11月のミュンヘン一揆には参加せず、最初からアドルフ・ヒトラーやエーリヒ・ルーデンドルフの指導する国家社会主義運動を拒絶した。彼は父王の希望に従ってザクセンの君主制支持組織の総裁に就任し、ザクセン王家の文化的資産の扱いについてザクセン自由州と交渉する役目を与えられ、1925年にザクセン自由州政府との間に協定を結んだ。1928年から1929年にかけ、エルンスト・ハインリヒは外相グスタフ・シュトレーゼマンと親しくなった。シュトレーゼマンはエルンスト王子をドイツ人民党（DVP）のドイツ大統領の候補に立てようとしたが、エルンストに人望が無いため断念せざるを得なかった。

### ナチス・ドイツ時代
1933年1月のナチ党の権力掌握後、エルンスト・ハインリヒは保守主義の鉄兜団、前線兵士同盟に入って反対運動を展開しようとしたが、鉄兜団のナチ党に対する反対姿勢は看板のみのものであり、実際にはナチ党の影響下におかれていた。1934年、エルンスト・ハインリヒは長いナイフの夜事件に連座して逮捕され、5日間ホーンシュタイン強制収容所（KZ Hohnstein）に拘禁されている。
その後、彼は実家のモーリッツブルク宮殿（Schloss Moritzburg）で暮らすようになった。彼は熱心な狩猟家であったため、第三帝国狩猟長官の称号をもつヘルマン・ゲーリングやザクセン大管区指導者のマルティン・ムッチュマン（Martin Mutschmann）にザクセン王家所有の森林の状況について連絡することを命じられた。彼は1938年にはルーマニア王カロル2世を、1939年には反ナチスの政治家カール・ゲルデラーを宮殿に招待し、彼らと活発な政治談議にふけった。
第2次世界大戦が始まると、ドレスデンのアプヴェーアに召集される。1943年、エルンスト・ハインリヒは反ナチ運動に参加していて不審死を遂げた長兄の元王太子ゲオルクの死因について、政府の関与を疑う発言をしたため、ゲシュタポに逮捕され尋問を受けた。この事件により、エルンスト・ハインリヒはますます強固に反ナチの姿勢を貫くようになったが、こうした態度もナチ党政府が旧王族の影響力を恐れて弾圧に踏み切らないために可能なことであった。
エルンスト・ハインリヒはケーテ・コルヴィッツのファンであり、1943年にコルヴィッツが空襲によりベルリンの家を失うと、モーリッツブルクに彼女を呼び寄せた。コルヴィッツはエルンスト王子が住まい兼工房として提供したモーリッツブルク宮殿の近くの屋敷「リューデンホーフ（“Rüdenhof”）」で1945年に亡くなった。エルンスト・ハインリヒは1945年3月に赤軍が迫るとジグマリンゲンに避難した。避難する直前、彼はザクセン王家の文化財を箱に詰めた上で宮殿内の庭園に埋めたが、多くの文化財がソ連軍に掘り起こされてロシアに搬出された。

### 戦後
エルンスト・ハインリヒは1941年に妻ソフィーと死別していたが、1947年に女優のジーナ・デュロン（1910年 - 2002年）と再婚し、同年にアイルランド、ウェストミース県のクーランバー（Coolamber）の地所を買い取って余生を送った。結局は故郷のザクセンに帰れないまま、1971年に西ドイツのバーデン＝ヴュルテンベルク州エーディンゲン＝ネッカーハウゼンで亡くなった。終戦直前にモーリッツブルク宮殿の庭園に埋めた一部の文化財は地中に残っており、1995年になって掘り返された。

## 子女
最初の妻ソフィーとの間に3人の息子をもうけた。
- アルブレヒト・フリードリヒ・アウグスト・ヨハンネス・グレゴール・デド（1922年 - 2009年）
- ゲオルク・ティーモ・ミヒャエル・ニコラウス・マリア（1923年 - 1982年）
- ループレヒト・フーベルトゥス・ゲロ・マリア（1925年 - 2003年）